# 梅纳尔蒙
梅纳尔蒙（法語：Ménarmont，法語發音：[menaʁmɔ̃] ⓘ）是法国大東部大區孚日省的一个市镇，属于埃皮纳勒区。

## 地理
梅纳尔蒙（48°25'15"N, 6°38'35"E）面积5.24 平方千米，位于法国大東部大區孚日省，该省份为法国东北部内陆省份，北起默兹省和默尔特-摩泽尔省，西接上马恩省，南至上索恩省和贝尔福地区省，东临上莱茵省和下莱茵省。
与梅纳尔蒙接壤的市镇（或旧市镇、城区）包括：丰特努瓦拉茹特、巴济安、栋塔伊、栋西耶尔、诺松库尔、克萨费维莱尔。
梅纳尔蒙的时区为UTC+01:00、UTC+02:00（夏令时）。

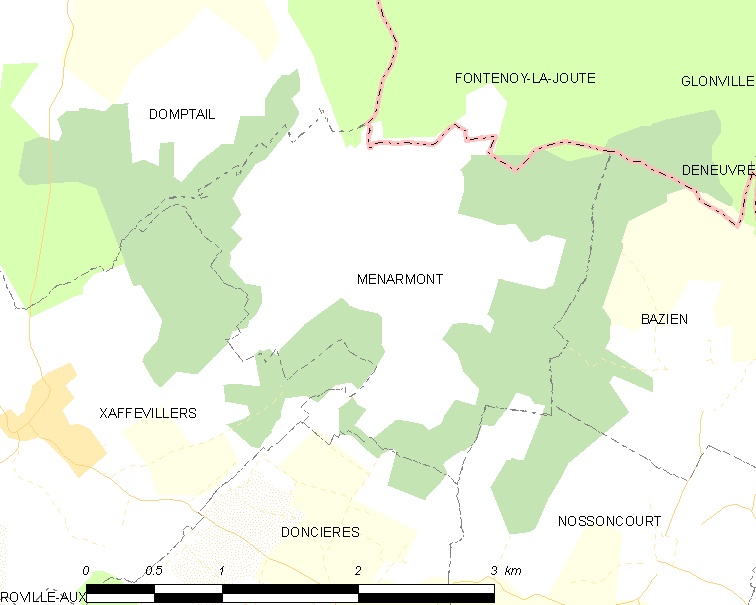
梅纳尔蒙的OSM定位图

## 行政
梅纳尔蒙的邮政编码为88700，INSEE市镇编码为88298。

## 政治
梅纳尔蒙所属的省级选区为拉翁莱塔普县。

## 人口

1962-2008年间梅纳尔蒙人口变化图示

梅纳尔蒙于2022年1月1日时的人口数量为60人。